# Bradornis pallidus
Bradornis pallidus là một loài chim trong họ Muscicapidae. sinh sống ở châu Phi.
Môi trường sống tự nhiên của chúng là rừng nhiệt đới hoặc cận nhiệt đới khô, xavan khô, và vùng cây bụi khô nhiệt đới hoặc cận nhiệt đới.

## Phân bố
Loài này được tìm thấy ở Angola, Bénin, Botswana, Burkina Faso, Burundi, Cameroon, Cộng hòa Trung Phi, Chad, Cộng hòa Congo, Cộng hòa Dân chủ Congo, Ivory Coast, Eritrea, Ethiopia, Gabon, Gambia, Ghana, Guinea, Guinea-Bissau, Kenya, Malawi, Mali, Mauritanie, Mozambique, Namibia, Niger, Nigeria, Rwanda, Senegal, Sierra Leone, Somalia, Nam Phi, Sudan, Swaziland, Tanzania, Togo, Uganda, Zambia, và Zimbabwe.